# 三阳洪氏宗祠
三阳洪氏宗祠位于中国安徽省黄山市歙县三阳镇。三阳洪姓世代经商，宗祠体量较大，前后三进。
2019年10月，三阳洪氏宗祠公布为全国重点文物保护单位。